# Campoplex antennator
Campoplex antennator là một loài tò vò trong họ Ichneumonidae.